# Yeonsangun
Koning Yeonsangun, geboren als Yi Yung, was de tiende vorst van de Koreaanse Joseondynastie. Hij was de oudste zoon van koning Seongjong en diens tweede vrouw, Dame Yun.
Seongjong had geen kinderen bij zijn eerste vrouw, en zijn adviseurs raadden hem aan een tweede vrouw te nemen. Dame Yun, een van zijn concubines, werd gekozen vanwege haar schoonheid. Ze traden in 1476 in het huwelijk en enkele maanden later werd Yi Yung geboren. Later werd zijn naam als koning veranderd in Yeonsangun.
Dame Yun verwondde op een nacht de jonge kroonprins en dit werd ontdekt door Seongjongs moeder, groot-koningin Insu; Dame Yun werd daarop verbannen en later vergiftigd.
Yeonsangun groeide op zonder te weten wat er met zijn echte moeder was gebeurd. In 1494 volgde hij zijn vader op. Toen hem later verteld werd wat er met zijn biologische moeder was gebeurd, liet hij in 1498 vele ambtenaren (Seonbi) ombrengen, die indertijd voor het plan om Dame Yun te vermoorden waren geweest. In 1504 liet hij ook zijn eigen grootmoeder, Insu, en nog twee concubines van zijn vader ter dood brengen.
Na dit incident werd de koning het mikpunt van spot van zijn onderdanen. Dit gebeurde door het verspreiden van posters met daarop teksten in het hangul. Reden voor Yeonsangun om het hangul te verbieden.
Ook sloot hij de nationale Confucianistische universiteit Seonggyungwan. Later liet hij voor zijn eigen vermaak jonge meisjes van het platteland naar het paleis halen.
In 1506 werd een coup gepleegd door een klein aantal ambtenaren. Yeonsangun werd afgezet en verbannen. Zijn opvolger werd zijn half-broer, Jungjong. Yeonsangun stierf in hetzelfde jaar.
Omdat Yeonsangun werd afgezet, kreeg hij geen tempelnaam.

## Volledige postume naam
- Koning Heoncheon Hongdo Gyungmun Wimu de Grote van Korea
- 헌천홍도경문위무대왕
- 憲天弘道經文緯武大王

- Library of Congress Control Number: n84145571
- Nationale Bibliotheek van Israël: 987007445463505171
- Virtual International Authority File: 35859478
- WorldCat: E39PBJxmGyjV8pQ9FjYHV7hPwC